# Кнобель, Август Вильгельм Карл
Август Вильгельм Карл Кнобель (нем. August Wilhelm Karl Knobel; 7 февраля 1807, Чехельн-у-Зорау, — 25 мая 1863, Гиссен) — протестантский богослов.
Профессор в Бреслау и Гиссене; написал комментарии к Песни Песней (Лейпциг, 1836), Исаии (1861), Бытию (1860), Исходу и Левиту (1858), Числам, Второзаконию и Иисусу Навину (1861). Опубликовал «Die Völkertafel der Genesis» (Гиссен, 1850).